# Fødevareindustri
Levnedsmiddelindustri eller fødevareindustri er en fællesbetegnelse for private virksomheder, der forsker i, udvikler, fremstiller og/eller markedsfører fødevarer og levnedsmidler.
Levnedsmiddelvirksomheder i Danmark er samlet i brancheforeningen FødevareIndustrien, som er en del af Dansk Industri.